# Abd al-Wáhid II

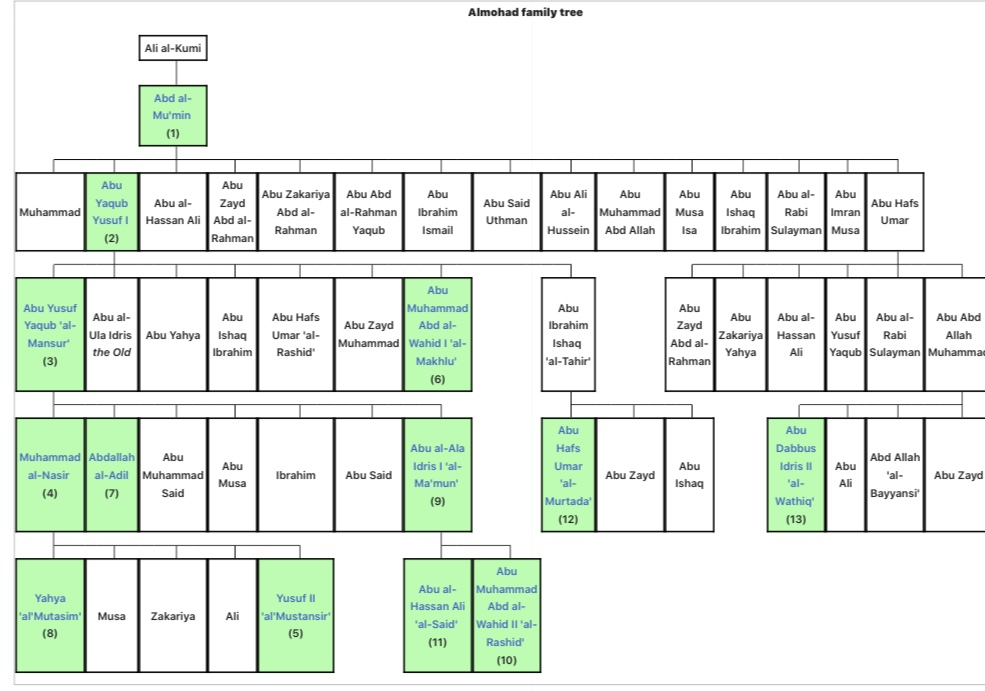
Árbol genealógico de la dinastía Almohade.

Abd al-Wáhid II o Abu Muhámmad ar-Rashid ‘Abd al-Wáhid (أبو محمد الرشيد عبد الواحد بن المأمون, abū muḥammad ar-rašīd ‘abd al-wāḥid ibn al-ma’mūn; ? – Marruecos, 1242) fue un califa almohade que sucedió a su padre Abu El-Ola en 1232 durante la descomposición del califato almohade.

## Reinado
Yahya al-Mutásim le disputó el trono y hubo de hacerlo asesinar para poder apoderarse de Marrakech (1235). Perdió el control del territorio argelino al crear el emir de Tremecén un reino independiente (el de los ziyánidas, en 1236); El hafsí Abú Zakariya Yahya también proclamó la independencia del califa almohade en Túnez y tomó el título de emir ese mismo año. Abd al-Wahid nombró un gobernador de Mequinez con la misión de que combatiese a los benimerines, que reaccionaron sitiando la ciudad. El califa fue encontrado ahogado en una de las cisternas de su palacio el 4 de diciembre del 1242, en la que se cree que cayó por accidente.
Tuvo tres visires:
- Abú Saíd ibn Wanudin (1233-1233) (أبو سعيد بن وانودي Abū Sa`īd ben Wānūdin)
- Abú Ibrahim (1235-1236) (أبو إبراهيم أبو حاقة بن أبي حفص Abū Ibrāhīm Abū Hāqa ben Abī Hafṣ)
- Abú Ishaq ibn Wanudin (1236-1242) (أبو محمد بن وانودين Abū Isḥāq ben Wānūdīn)

| Predecesor: Abu El-Ola | Califa almohade 1232-1242 | Sucesor: Abu al-Hasan as-Said al-Mutadid |